# Aceto

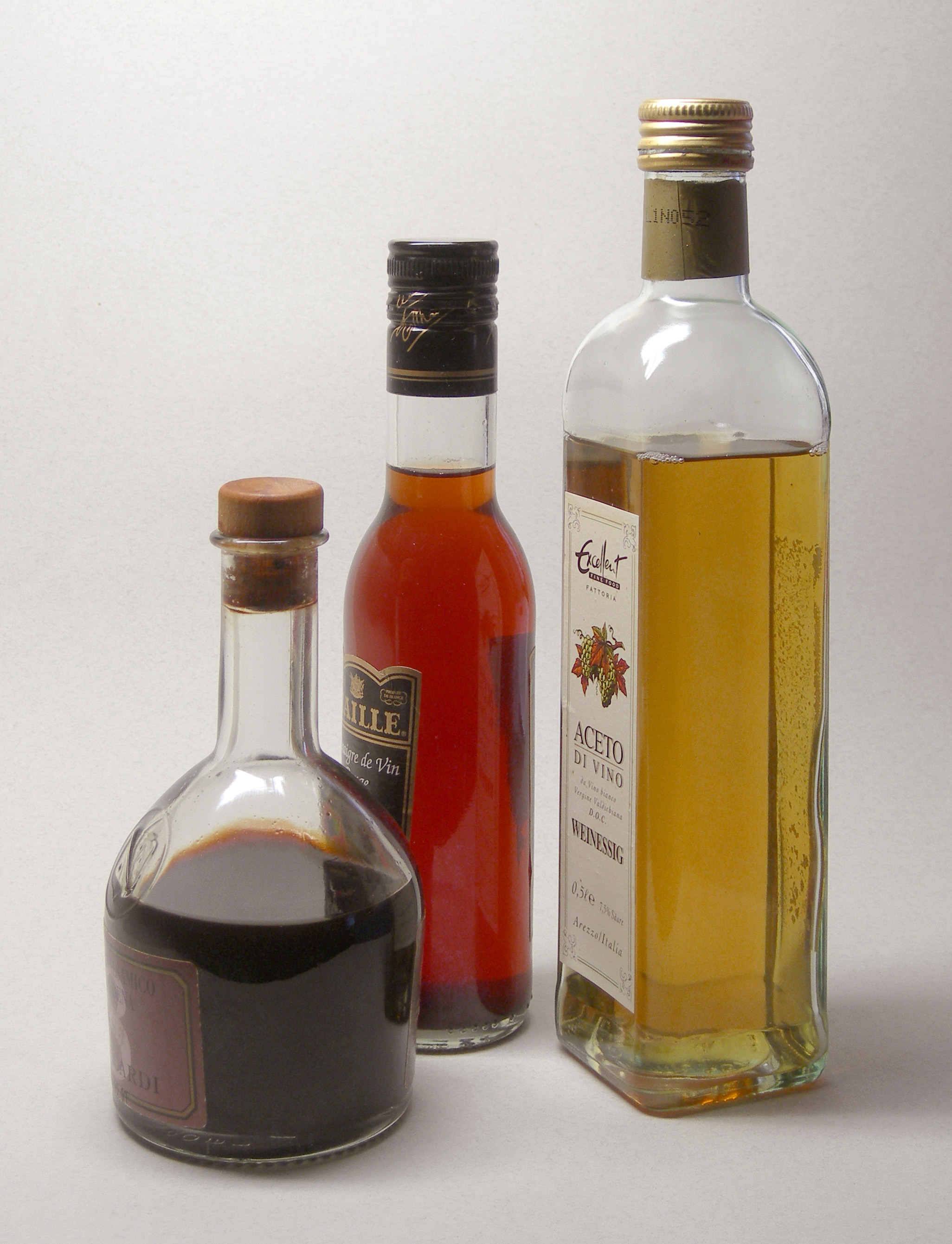
Tre diversi tipi di aceto

Viene definito aceto il liquido acido che è ottenuto grazie all'azione di batteri Gram-negativi del genere Acetobacter, che, in presenza di aria e acqua, ossidano l'etanolo contenuto nel vino, nel sidro, nella birra, nell'idromele (da cui si ricava l'aceto di miele) e in altre bevande alcoliche fermentate, oppure in altre materie prime quali malti, riso e frutta (anche mosto cotto), trasformandolo in acido acetico.
Questa la reazione generale:
{\displaystyle {\ce {CH3CH2OH + O2 -> CH3COOH + H2O}}}
che si compone di due stadi: nel primo l'etanolo viene ossidato ad acetaldeide per opera dell'alcol deidrogenasi:
{\displaystyle {\ce {CH3CH2OH + 1/2 O2 -> CH3CHO + H2O}}}
nel secondo, costituito da due sottoreazioni e grazie all'aldeide deidrogenasi l'acetaldeide viene ossidata a triolo in presenza d'acqua:
{\displaystyle {\ce {CH3CHO + 1/2 O2 + H2O -> CH3C(OH)3}}}
si verifica quindi una successiva perdita di acqua che porta alla formazione di acido acetico.
{\displaystyle {\ce {CH3C(OH)3 -> CH3COOH + H2O}}}
L'aceto contiene tipicamente un volume di acido acetico compreso fra il 3 e il 5%; gli aceti naturali contengono anche piccole quantità di acido tartarico e acido citrico. I vini nelle botti sono particolarmente sensibili agli attacchi dei batteri ossidanti se non sigillati perfettamente o se raggiungono temperature troppo alte.

## Etimologia
Aceto deriva dalla parola latina acētum, che ha la stessa radice etimologica *ak-, "essere pungente", del verbo acēre, "inacidire", nonché di ācer, "aguzzo, aspro", acus, "ago", aciēs "filo della spada" (da cui acciaio). Sempre dal latino (vīnum ācre, "vino acido") deriva il termine francese vinaigre. Dal francese antico derivano poi l'inglese vinegar e lo spagnolo vinagre.

## Produzione

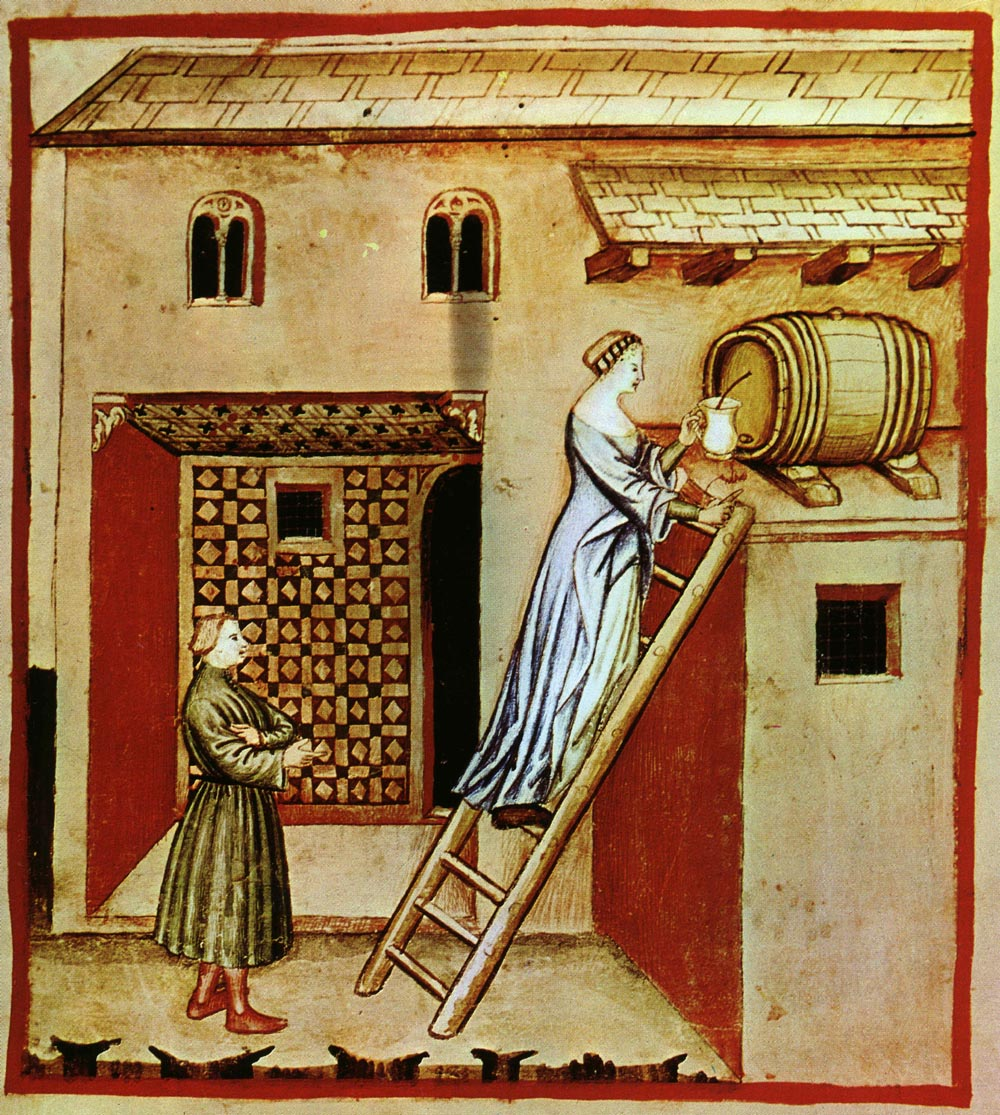
Aceto, tacuinum sanitatis casanatensis (XIV secolo)

L'aceto si produce tramite l'aggiunta iniziale della madre dell'aceto, un ammasso gelatinoso di colore violaceo dove si annida l'Acetobacter aceti nel vino o nel sidro. L'ossidazione è effettuata dai batteri dell'acido acetico, come fu dimostrato da Louis Pasteur nel 1864.

### In Italia
La legislazione italiana sulla produzione dell'aceto è molto precisa.

#### La legislazione del 1965
Il DPR nº 162 del 1965, abrogato dalla successiva Legge 82 del 20 febbraio 2006, conteneva una serie di definizioni e prescrizioni sulla produzione dell'aceto in Italia.
- "Il nome di «aceto» o «aceto di vino» è riservato al prodotto ottenuto dalla fermentazione acetica dei vini che presenta: una acidità totale espressa in acido acetico non inferiore a grammi 6 per cento millilitri; un quantitativo di alcol etilico non superiore all'1,5 per cento in volume [...][4]
- "Per gradazione di acidità degli aceti si intende l'acidità totale espressa in grammi di acido acetico per 100 millilitri di aceto e determinata secondo i metodi ufficiali di analisi."[5]
- "L'aceto può essere imbottigliato solamente in bottiglie aventi rispettivamente la capacità di litri 2, litri 1, litri 0,500 e litri 0,250 […]."[6]
- "Nella preparazione dell'aceto, oltre alle pratiche e ai trattamenti ammessi per i vini […] è consentita l'aggiunta di acqua purché venga effettuata soltanto negli acetifici. Per la colorazione dell'aceto è ammesso solo l'uso della enocianina. […]"[7]
- "All'aceto possono essere aggiunte, mediante macerazione diretta o mediante impiego di infusi, questi ultimi nella misura massima del 5 per cento in volume, sostanze aromatizzanti naturali permesse per l'impiego alimentare dalla legislazione sanitaria. L'aceto così preparato deve essere posto in commercio con denominazione di «aceto di vino aromatizzato» [...]."[8]

#### La legislazione successiva
La Legge 82 del 20 febbraio 2006 è intervenuta a disciplinare direttamente la produzione degli aceti.
- "La denominazione di «aceto di […]», seguita dall'indicazione della materia prima da cui deriva, è riservata al prodotto ottenuto esclusivamente dalla fermentazione acetica di liquidi alcolici o zuccherini di origine agricola, che presenta al momento dell'immissione al consumo umano diretto o indiretto un'acidità totale, espressa in acido acetico, compresa tra 5 e 12 grammi per 100 millilitri, una quantità di alcol etilico non superiore a 0,5 per cento in volume, che ha le caratteristiche o che contiene qualsiasi altra sostanza o elemento in quantità non superiore ai limiti riconosciuti normali e non pregiudizievoli per la salute [...]"[10] "In deroga al comma 1 del presente articolo, l'aceto di vino è il prodotto definito dall'allegato I, punto 19, del citato regolamento (CE) nº 1493/1999, contenente una quantità di alcol etilico non superiore a 1,5 per cento in volume."[11]. "I vini destinati all'acetificazione devono avere un contenuto in acido acetico non superiore a 8 grammi per litro."[12]
- "L'utilizzo delle denominazioni di origine e delle indicazioni geografiche riservate ai vini nella designazione di un aceto di vino può essere consentito a condizione che l'elaborazione di quest'ultimo avvenga esclusivamente a partire da un vino a denominazione di origine per il quale è stata concessa la certificazione di idoneità prevista dall'articolo 13 della legge 10 febbraio 1992, nº 164, o, nel caso di vino a IGT, altra documentazione idonea."[13]
- "Nella preparazione degli aceti è inoltre consentita: a) l'aggiunta di acqua, purché sia effettuata soltanto negli acetifici; b) la decolorazione con il carbone per uso enologico; c) l'aggiunta di caramello negli aceti diversi da quello di vino."[14]
- "All'aceto possono essere aggiunte sostanze aromatizzanti, mediante macerazione diretta o mediante impiego di infusi, nella misura massima del 5 per cento in volume, o altri aromi naturali come definiti nel decreto legislativo 25 gennaio 1992, nº 107. È consentito aromatizzare l'aceto di mele con il miele."[15] "L'aceto preparato ai sensi del comma 1 deve essere posto in commercio con la denominazione di «aceto di […] aromatizzato» e con l'indicazione della materia prima da cui deriva."[16]

In seguito è inoltre stato stabilito che:
- Gli aceti "destinati al diretto consumo o impiegati nella preparazione di alimenti o di liquidi di governo non devono contenere, per litro più di 5 milligrammi di zinco, 1 milligrammo di rame, 0,3 milligrammi di piombo, 1 milligrammo di bromo inorganico, 60 milligrammi di acido borico" e, con l'eccezione degli aceti di frutta, "70 milligrammi di sorbitolo."[17]

La Legge n. 238 del 12 dicembre 2016 ha abrogato e sostituito la Legge 82 del 2006.

## In cucina

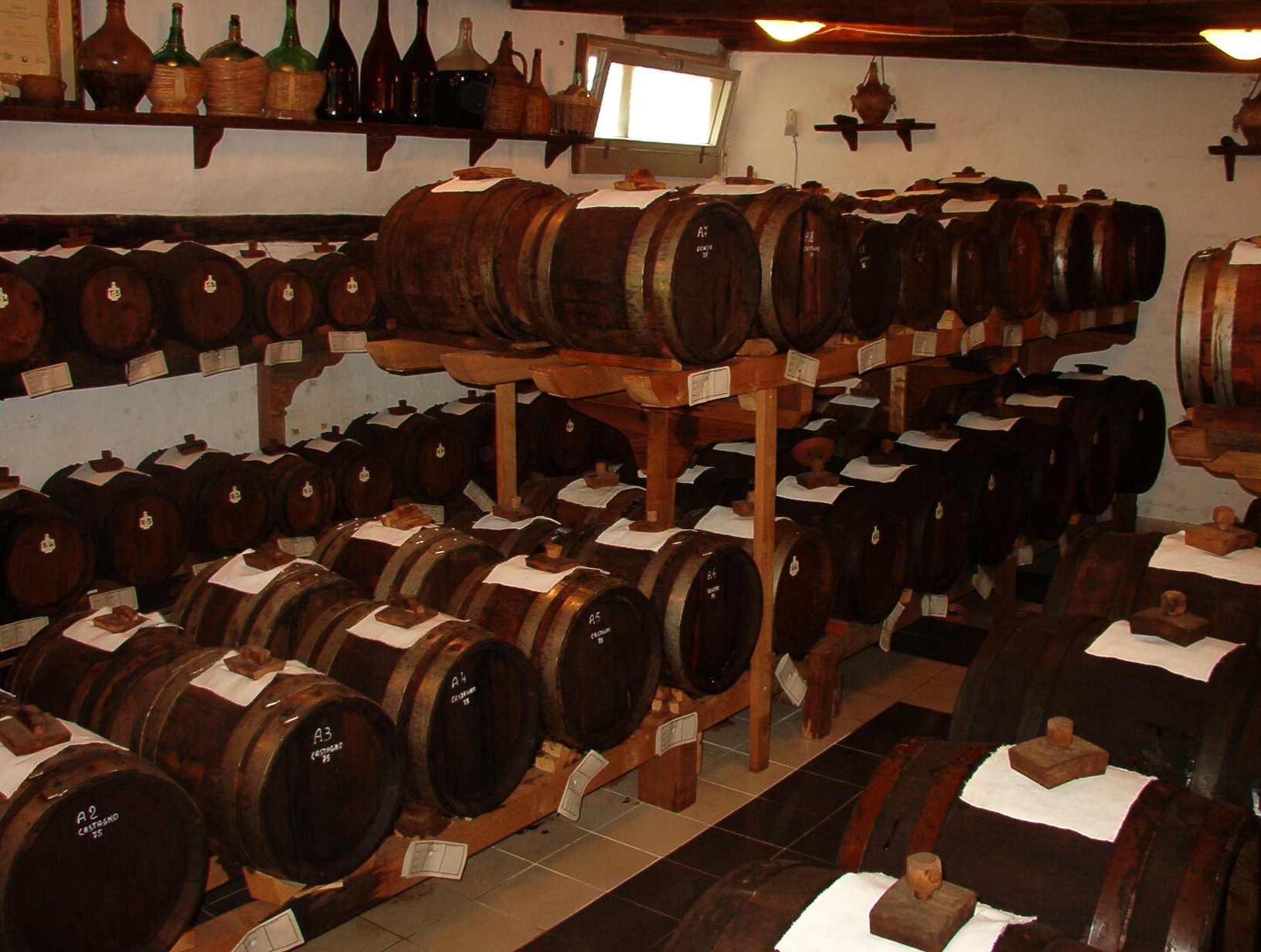
Botti di aceto balsamico

L'aceto è comunemente usato nella preparazione di pietanze, in particolare nelle vinaigrette, e nel processo di marinatura. L'aceto è usato anche come condimento di pesce e insalata. Dal punto di vista alimentare, rientra nella categoria degli alimenti nervini (con azione eccitante)
Esempi gastronomici dell'uso di questo ingrediente sono: 
- i saraghi all'aceto dell'Antica Grecia
- il brodetto sanbenedettese e sangiorgiese
- il brodetto romagnolo
- l'abbacchio alla cacciatora
- la scapece pugliese
- il salame con l'aceto friulano
- il sushi giapponese (aceto di riso)

### Aceto di malto
L'aceto di malto è prodotto dall'orzo da maltaggio, trasformando l'amido presente nei chicchi di orzo – parzialmente germogliati e seccati – in zucchero (maltosio). Dallo zucchero si ottiene una birra tramite fermentazione alcolica, che viene poi ossidata dall'azione degli acetobatteri e tenuta a invecchiare. Un'alternativa meno costosa, chiamata non-brewed condiment, è una soluzione del 4-8% di acido acetico colorata con del caramello.
Inglesi e americani usano comunemente l'aceto d'orzo sul fish and chips, sui tacos messicani.

### Aceto di vino
L'aceto di vino è prodotto dal vino bianco o rosso ed è il più comune tipo di aceto in Germania, in Italia e in altri paesi europei. Come con il vino, vi è una vasta gamma di qualità. Le qualità migliori sono fatte maturare in legno per almeno due anni ed esibiscono un sapore complesso e maturo. Si producono aceti di Champagne e di Sherry dal prezzo non indifferente.

### Aceto di mele
L'aceto di mele è prodotto dall'affinamento del sidro o del mosto di mela attraverso il processo di acidificazione e spesso è venduto non filtrato.

Viene utilizzato per insaporire i cibi e aumentarne la digeribilità ed è diventato piuttosto popolare a causa delle sue presunte proprietà benefiche, delle doti disinfettanti e rinfrescanti e delle capacità anti infiammatorie del cavo oro-faringeo.

L'aceto di mele può a volte essere molto pericoloso per gli occhi e la flora batterica; in alcuni Paesi, infatti, ne è sconsigliato l'abuso e in Canada non ne è consentito l'utilizzo al di sopra di una determinata percentuale di acidità.

### Aceto di pere
L'aceto di pere è il prodotto della fermentazione del mosto di pere delle varietà a più alto contenuto zuccherino.
Questo particolare tipo di aceto è contraddistinto da una gradevole e delicata profumazione aromatica tipica della varietà di pera dalla quale viene prodotto.

### Aceto di miele
L'aceto di miele si ottiene per fermentazione dell'idromele. Di sapore acidulo, colore dorato e intenso profumo, è ricco di enzimi e sali minerali.

### Aceto bianco
L'aceto bianco può essere prodotto dall'ossidazione di un liquido alcolico distillato o tramite la miscelazione di acido acetico in acqua.

### Aceto balsamico
L'aceto balsamico è un tipo di aceto caratterizzato da un'armonia di gusto tra i sapori acido e dolce, la cui produzione è documentata a partire dal 1046.
Si ottiene mediante l'acidificazione spontanea di un mosto fermentato ad alta concentrazione di zuccheri che viene sottoposto a un processo di concentrazione a fuoco diretto. Da tale metodologia dipendono le note aromatiche caratteristiche e toni di colore e densità, associabili al caramello. L'acidificazione avviene in botti aperte, per favorire il massimo scambio di ossigeno tra liquido e atmosfera, durante tempi lunghissimi. La concentrazione per evaporazione permette il travaso da botti più grandi (impiegate a inizio processo) in botti sempre più piccole. Il prodotto è pronto al consumo dopo un'affinazione che può durare decenni.
Da questa tradizione, originariamente intesa per il consumo domestico o la produzione di un alimento destinato a formare oggetto di doni di estremo prestigio (o di dote matrimoniale, addirittura) derivano gli aceti balsamici Tradizionali di Modena e di Reggio Emilia, entrambi tutelati dalla DOP, da non confondere con l'assai meno pregiato aceto balsamico di Modena IGP.
Accanto a questa produzione, che si riallaccia direttamente a una plurisecolare tradizione, negli ultimi decenni del Novecento si è fatta largo una produzione di aceto balsamico (che legalmente non può fregiarsi dell'aggettivo tradizionale) mediante miscelazione di aceto di vino e mosto concentrato mediante fuoco diretto. Ha così avuto origine l'aceto balsamico generico, privo di indicazione geografica oppure, allorché corrispondente al disciplinare, di Modena, riconosciuto come Indicazione Geografica Protetta: i primi sono prodotti i cui tempi di realizzazione e la cui tecnica produttiva sono evidentemente molto diversi da quelli che caratterizzano il tradizionale, con la conseguenza di un prezzo altrettanto incomparabile; il secondo, prodotto secondo un preciso disciplinare e con un minimo tempo di invecchiamento, può fregiarsi della dicitura IGP.

### Aceto sopraffino
L'aceto sopraffino è un tipo di aceto invecchiato a base di mosto crudo di uve Cabernet Sauvignon, Raboso e Merlot. Subisce in diversi anni una concentrazione naturale in barrique di rovere, dove annualmente si effettuano rincalzi con una miscela di mosto acetificato fresco. Ideato nella Casa Ducale Estense da Cristoforo di Messisbugo.

### Aceto di riso
I giapponesi preferiscono un aceto di riso più delicato e lo usano in molti casi per gli stessi scopi degli europei. L'aceto di riso è disponibile nelle varianti bianca, rossa e nera. Quello rosso può essere usato come sostituto dell'aceto balsamico. Alcuni tipi di aceto di riso sono zuccherati.

### Aceto di cocco
L'aceto della noce di cocco, prodotto dalla linfa, o "toddy", della palma da cocco, è usato frequentemente nella cucina dell'Asia sudorientale, così come in alcune cucine dell'India.

### Aceto di canna
L'aceto di canna, prodotto dal succo della canna da zucchero, è molto popolare nelle Filippine, ma è prodotto anche in Francia e negli Stati Uniti.

### Aceto di uva passa
L'aceto fatto dall'uva passa è usato nelle cucine del Medio Oriente ed è prodotto in Turchia.

### Aceto di birra
L'aceto fatto dalla birra ha un gusto maltato distintivo ed è prodotto in Germania, in Austria e nei Paesi Bassi.

### Aceto del frutto della passione
Più comune in Francia, colore albicocca intenso, particolarissimo sapore di frutta e consistenza piuttosto densa.

### Aceti aromatizzati
I popolari aceti di frutta includono quelli aromatizzati con i lamponi e i mirtilli. Alcuni degli aceti più esotici della frutta includono l'arancia sanguigna e la pera. Gli aceti alle erbe sono aromatizzati con erbe aromatiche mediterranee come timo e origano.

## Pulizia

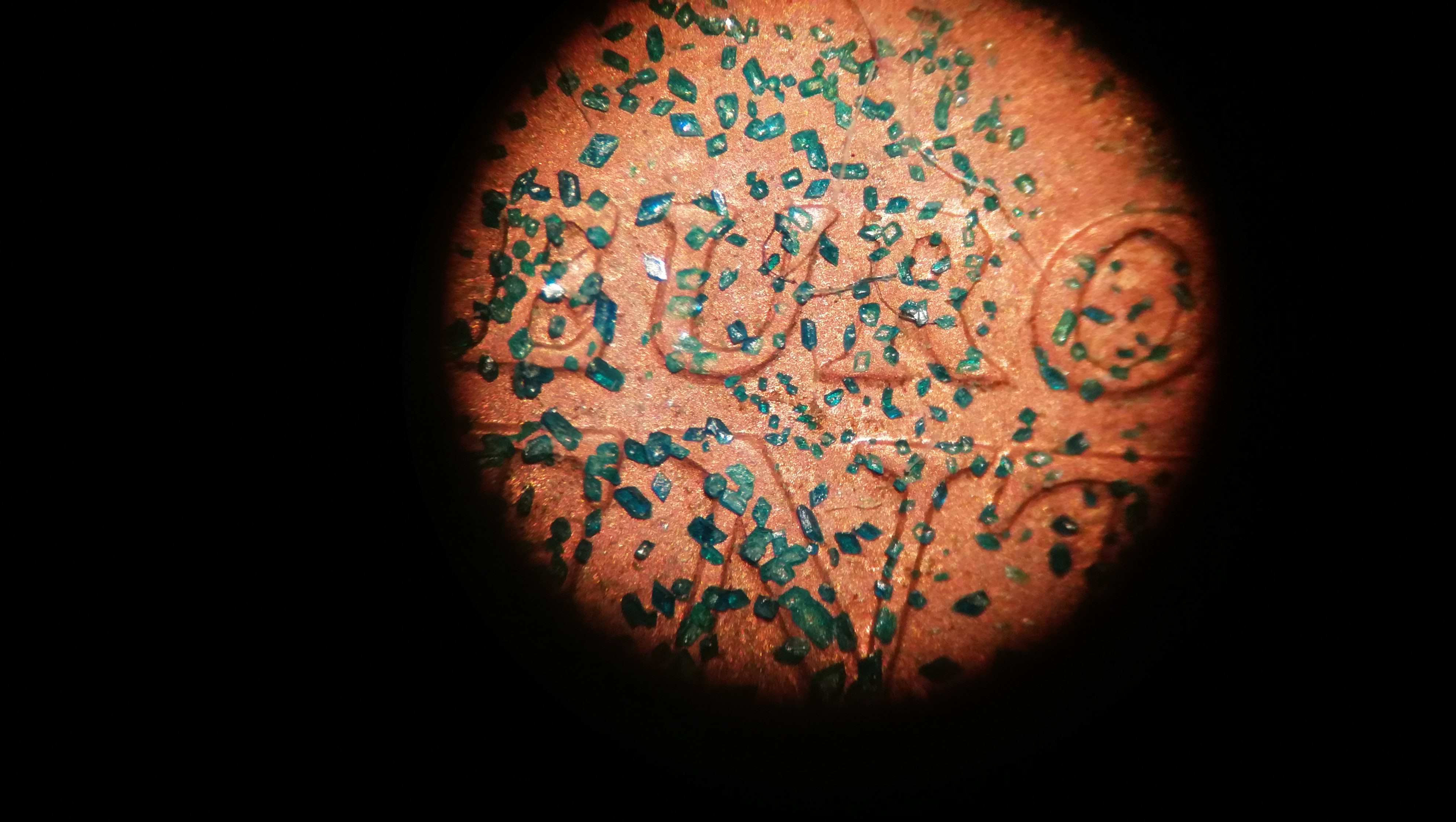
Superficie di una moneta di 5 centesimi di euro trattata con aceto. In questo caso la "pulizia" con aceto è controproducente, in quanto l'aceto reagisce con il metallo della moneta, rovinandola in maniera irreversibile.

L'aceto può essere un'alternativa ai classici detergenti, inoltre ha anche una funzione disinfettante.
Per tale utilizzo, viene aggiunto all’aceto, in alcune preparazioni, del bicarbonato di sodio. Questa miscela, pur essendo molto popolare, è controproducente poiché le due sostanze si neutralizzano a vicenda formando anidride carbonica e acetato di sodio.

## Medicina
L'aceto è una medicina popolare usata in Cina per impedire la diffusione di virus.
Una miscela chimica di acido peracetico si forma quando l'acido acetico è mischiato con il perossido di idrogeno (H2O2) ed è usata nell'industria del bestiame per uccidere i batteri e i virus prima della refrigerazione. Una miscela d'acido acetico al cinque percento e di perossido di idrogeno al tre percento è usata comunemente in alcuni paesi asiatici come aerosol spray per controllo della polmonite.

## Altri usi
Nell'antica Roma miscelando acqua e aceto si otteneva una bevanda detta Posca, diffusa presso il popolo e i legionari, ritenuta dissetante e dalle proprietà disinfettanti.
Nel Medioevo l'aceto era uno dei pochi solventi a disposizione per la realizzazione di processi chimici. Esso era utilizzato in molte ricette tecniche come per esempio per l'amalgama dei composti o per l'estrazione dei colori per le pitture e le miniature. Odiernamente l'aceto di vino diluito in acqua, in alternativa dello specifico e più costoso acido acetico, si usa per il passaggio di arresto nei processi chimici fotografici.

## Composizione chimica dell'aceto
L'aceto è composto per la maggior parte (80%) di acqua e di un gran numero di altri composti (amminoacidi, sali minerali, acidi organici, alcoli, vitamine, coloranti e tannini, nonché alcuni eteri, esteri e acetali) che gli conferiscono le caratteristiche proprietà. La composizione chimica media di un litro di aceto di vino oscilla entro i limiti seguenti:
| Composto/proprietà         | Minimo | Massimo | Unità di misura       |
| -------------------------- | ------ | ------- | --------------------- |
| Alcool etilico             | 0,8    | 11,8    | grammi                |
| Acidità totale             | 60     | 80      | ac. acetico in grammi |
| Acidità volatile           | 50     | 70      | ac. acetico in grammi |
| Acidità fissa              | 5      | 10      | ac. acetico in grammi |
| Tartrato acido di potassio | 10     | 25      | grammi                |
| Estratto secco             | 10     | 25      | grammi                |
| Ceneri                     | 0,8    | 3,5     | grammi                |
| Glicerina                  | 2      | 6       | grammi                |
| Butilenglicole             | 0,5    | 15      | grammi                |
| Etanale                    | 30     | 400     | milligrammi           |
| Acetato di metile          | 5      | 50      | milligrammi           |
| Acetato di etile           | 40     | 1500    | milligrammi           |
| Metilpropan-2-olo          | 0      | 2       | milligrammi           |
| Dimetilchetone             | 0      | 15      | milligrammi           |
| Metanolo                   | 60     | 130     | milligrammi           |
| Butan-2-olo                | 0      | 2       | milligrammi           |
| Propan-1-olo               | 2      | 22      | milligrammi           |
| Acetato di isoamile        | 0      | 5       | milligrammi           |
| Pentan-1-olo               | 0      | 0       | milligrammi           |
| Pentan-2-olo               | 0      | 0       | milligrammi           |
| Butan-1-olo                | 0      | 0       | milligrammi           |
| Di- e tri-metilbutan-2-olo | 40     | 85      | milligrammi           |
| Acetilmetilcarbinolo       | 80     | 800     | milligrammi           |
| Ferro                      | 4      | 10      | milligrammi           |
| Rame                       | 0,3    | 1       | milligrammi           |
| Calcio                     | 50     | 180     | milligrammi           |
| Zinco                      | 2      | 5       | milligrammi           |
| Piombo                     | 0,1    | 0,3     | milligrammi           |
| Tirosina                   | 3      | 10      | milligrammi           |
| Fenilalanina               | 10     | 20      | milligrammi           |
| Lisina                     | 40     | 50      | milligrammi           |
| Istidina                   | 4      | 10      | milligrammi           |
| Etanolammina               | 0      | 10      | milligrammi           |
| Arginina                   | 20     | 30      | milligrammi           |
| Acido aspartico            | 10     | 20      | milligrammi           |
| Acido glutammico           | 15     | 20      | milligrammi           |
| Tionina                    | 10     | 15      | milligrammi           |
| Serina                     | 5      | 10      | milligrammi           |
| Prolina                    | 150    | 250     | milligrammi           |
| Alanina                    | 50     | 70      | milligrammi           |
| Glicina                    | 20     | 25      | milligrammi           |
| Valina                     | 15     | 25      | milligrammi           |
| Metionina                  | 5      | 10      | milligrammi           |
| Isoleucina                 | 10     | 15      | milligrammi           |
| Leucina                    | 15     | 25      | milligrammi           |
| Anidride solforosa         | 170    | 170     | milligrammi           |